# Aeropedellus xilinensis
Aeropedellus xilinensis är en insektsart som beskrevs av Liu, Jupeng och R. Xi 1986. Aeropedellus xilinensis ingår i släktet Aeropedellus och familjen gräshoppor. Inga underarter finns listade i Catalogue of Life.